# Вулиця Квітова (Тернопіль)
Вулиця Квітова — вулиця в мікрорайоні «Старий парк» міста Тернополя.

## Відомості
Розпочинається від вулиці Веселої, пролягає на схід, згодом — на північ до вулиці Галицької, де і закінчується. На вулиці розташовані приватні будинки.

## Релігія
- Особливістю вулиці є наявність церкви християн віри євангельської (Квітова, 19). Тернопільська громада цієї церкви була започаткована в 1924 році. Перше водне хрещення відбулося у серпні 1924 року. У жовтні 2024 року церква святкувала своє сторіччя.

## Трагедії
5 липня 2024 року на вулиці Квітова, 15а, зсунулася підпірна стіна, що призвело до пошкодження трьох легкових автомобілів.